# Poriadie
Poriadie je obec na Slovensku, v okrese Myjava v Trenčínském kraji. Žije zde 682 obyvatel.